# LAST TOUR AROUND JAPAN YUTAKA OZAKI
『LAST TOUR AROUND JAPAN  YUTAKA OZAKI』（ラスト・ツアー・アラウンド・ジャパン ゆたか・おざき）は、日本のミュージシャンである尾崎豊のライブ・アルバム。

## 背景
活動休止やレコード会社の移籍を経て、1990年に2枚組アルバム『誕生』をリリースし音楽活動を再開した尾崎は、1991年に同アルバムの収録曲を中心とした37会場、56本に及ぶ大規模なライヴ・ツアー「YUTAKA OZAKI TOUR '91 "BIRTH"」を実施した。その全公演の中から、ベストテイクをセレクションしたライブ・アルバムとなっている。
須藤晃が東京を離れ故郷に戻る際に、尾崎関係の資料を整理したところ、同ツアーでの同録DATテープが「何十本と出てきた」ことから、それらを用いた本アルバムがリリースされることとなった。そのため、本アルバムはマルチで録音された音源からミキシングしたものではなく、「この音源は何も手を加えていない。その日それぞれの会場で流れた音だ。今日はレコーディングしますからという前提がないぶん、彼の思い切りや躍動感が伝わる」と須藤は述べている。

## 構成
本アルバムでは同ツアーで演奏された曲の中から須藤の選曲によりCD2枚にわたり計16曲が収録されている。初回生産限定盤には、田島照久が撮影した52ページのフォトブックが含まれる。

## 収録曲
- 開催地の名称は、いずれも1991年当時のもの。

| 全作詞・作曲: 尾崎豊。 |                                    |           |            |                                                 |      |
| #                      | タイトル                           | 作詞      | 作曲・編曲 | 日程/開催地                                     | 時間 |
| 1.                     | 「FIRE」                           | 尾崎豊    | 尾崎豊     | 1991/06/01 大阪厚生年金会館                     | 6:26 |
| 2.                     | 「Driving All Night」              | 尾崎豊    | 尾崎豊     | 1991/06/14 九州厚生年金会館                     | 5:54 |
| 3.                     | 「十七歳の地図」(SEVENTEEN'S MAP)  | 尾崎豊    | 尾崎豊     | 1991/06/03 大阪厚生年金会館                     | 4:58 |
| 4.                     | 「Scrambling Rock'n'Roll」         | 尾崎豊    | 尾崎豊     | 1991/07/03 静岡市民文化会館                     | 8:23 |
| 5.                     | 「僕が僕であるために」(MY SONG)    | 尾崎豊    | 尾崎豊     | 1991/06/25 倉敷市民会館                         | 4:55 |
| 6.                     | 「ロザーナ」(ROSSANA)              | 尾崎豊    | 尾崎豊     | 1991/09/28 長野市民会館                         | 6:52 |
| 7.                     | 「きっと忘れない」(HAPPY BIRTHDAY) | 尾崎豊    | 尾崎豊     | 1991/06/29 名古屋国際会議場センチュリー・ホール | 5:58 |
| 8.                     | 「COOKIE」                         | 尾崎豊    | 尾崎豊     | 1991/10/25 代々木オリンピックプール第一体育館   | 5:53 |
| 9.                     | 「卒業」(GRADUATION)               | 尾崎豊    | 尾崎豊     | 1991/08/22 北海道厚生年金会館                   | 7:33 |
| 合計時間:              | 合計時間:                          | 合計時間: | 56:52      |                                                 |      |

| #         | タイトル                       | 作詞      | 作曲・編曲 | 日程/開催地                       | 時間  |
| --------- | ------------------------------ | --------- | ---------- | --------------------------------- | ----- |
| 1.        | 「Freeze Moon」                |           |            | 1991/05/21 横浜アリーナ           | 9:07  |
| 2.        | 「永遠の胸」(ETERNAL HEART)    |           |            | 1991/08/04 群馬県民会館           | 8:07  |
| 3.        | 「太陽の破片」(TAIYO-NO HAHEN) |           |            | 1991/08/16 メルパルクホール広島   | 7:30  |
| 4.        | 「誕生」(BIRTH)                |           |            | 1991/07/15 福岡サンパレス         | 10:48 |
| 5.        | 「I LOVE YOU」                 |           |            | 1991/09/24 新潟県民会館           | 4:28  |
| 6.        | 「シェリー」(SHELLY)           |           |            | 1991/09/27 石川県厚生年金会館     | 7:55  |
| 7.        | 「15の夜」(THE NIGHT)          |           |            | 1991/10/13 名古屋レインボーホール | 6:09  |
| 合計時間: | 合計時間:                      | 合計時間: | 54:04      |                                   |       |

## スタッフ・クレジット

### 参加ミュージシャン
THE BIRTH TOUR BAND
- 尾崎豊 - ボーカル、ギター、ピアノ
- 西本明 - キーボード
- 長田進 - ギター
- 鈴川真樹 - ギター
- 渡辺茂 - ベース
- 滝本季延 - ドラムス
- 里村美和 - パーカッション
- 関誠一郎 - サクソフォーン、キーボード
- 岩本章江 - コーラス
- 山根栄子 - コーラス